# Elena-Adelina Dobra
Elena-Adelina Dobra (n. 4 mai 1990) este un senator român, ales în 2024 din partea USR. 